# Купающаяся черкешенка
«Купающаяся черкешенка» (фр. La Circassienne au bain, также «Черкешенка в купальне» или «Черкешенка в бане») — картина французского художника Мерри-Жозефа Блонделя, созданная в 1814 году.
Картина была утеряна в связи с крушением «Титаника» в 1912 году. Приобрела широкую известность как предмет крупнейшего иска, поданного против компании White Star Line за потерю одного предмета багажа или груза.

## История
Картина была впервые выставлена на Парижском салоне в Лувре в ноябре 1814 года. На ней изображен портрет идеализированной черкешенки, входящей в ванну. Реакция художественных критиков на картину была сдержанной, положительные описания ограничивались похвалой компетентности художника и вниманием Блонделя к деталям. Вместе с мнением об отсутствии «грации» в фигуре молодой женщины, главным беспокойством критиков было то, что, несмотря на её большой масштаб, это была посредственная работа по сравнению с предыдущими картинами Блонделя. Однако к 1823 году критики начали говорить о «Купающейся черкешенке» более восторженно, скорее всего, под влиянием как благоприятного приёма обществом печатных репродукций картины, так и взлётом карьеры художника.
Вскоре после того, как затонул «Титаник», в январе 1913 года, в Нью-Йорке после крушения лайнера был подан иск против White Star Line выжившим Морицем Хоканом Бьёрнстём-Стеффанссоном о финансовой компенсации за утрату картины. Сумма иска составила 100 000 долларов США (около 3 миллионов долларов США по состоянию на 2023 год). Это сделало картину «Купающаяся черкешенка» самым дорогим предметом на «Титанике», утраченным в результате его крушения. Бьёрнстрём-Стеффанссон не получил запрошенной им компенсации: общий размер исков против White Star Line был урегулирован на сумму 644 000 долларов США.

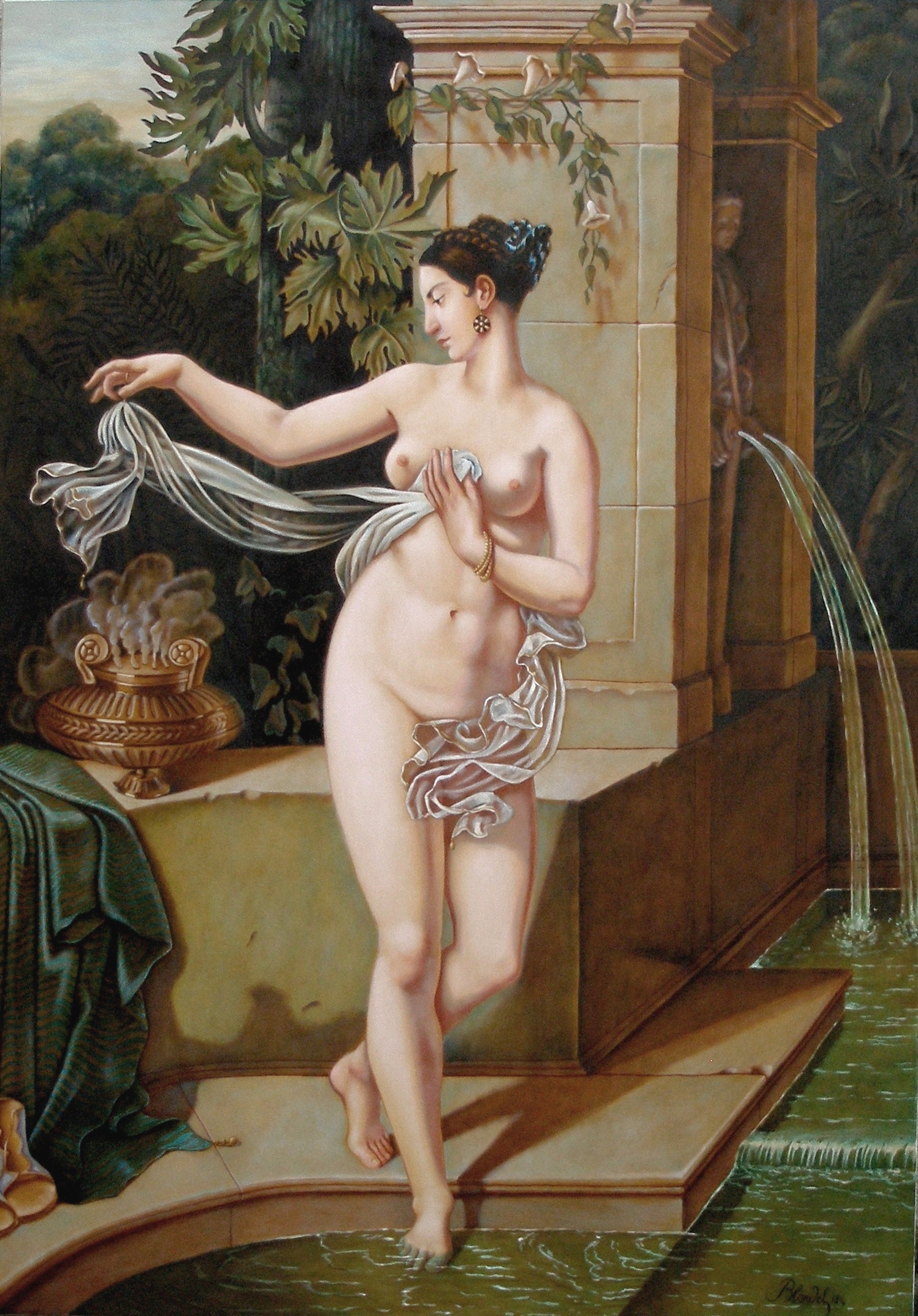
Копия Джона Паркера

В 2013 году британский художник под псевдонимом Джон Паркер тщательно исследовал творчество Блонделя, после чего по имеющимся эскизам и литографии Пьера-Жозефа Тавернье (1787—1845) выполнил копию «Купающейся черкешенки». Она была продана на аукционе Plymouth Auction Rooms в Англии примерно за 3 500 долларов США.
Французский художник греческого происхождения Теодорос Раллис тоже создал картину «Купающаяся черкешенка» с названием Circassienne au bain[значимость факта?].